# Pokrovka (Krasnoarmeiski)
Pokrovka — Покровка (rus) — és un poble del krai de Primórie, a l'Extrem Orient de Rússia, que en el cens del 2010 tenia 20 habitants. Pertany al districte rural de Krasnoarmeiski.